# Turnašica
Turnašica is een plaats in de gemeente Pitomača in de Kroatische provincie Virovitica-Podravina. De plaats telt 394 inwoners (2001).